# Орндорфф, Пол
Пол Парлетт Орндорфф-младший (англ. Paul Parlette Orndorff Jr.; 29 октября 1949 — 12 июля 2021) — американский рестлер, наиболее известный по выступлениям в World Wrestling Federation (WWF) и World Championship Wrestling (WCW), по прозвищу «Мистер Замечательный» (англ. Mr. Wonderful)
После семи лет выступлений в National Wrestling Alliance Орндорфф стал звездой рестлинг-бума 1980-х годов в WWF, где много выступал с менеджером Бобби Хинаном и чемпионом Халком Хоганом, в том числе в главных матчах первых WrestleMania и Survivor Series. Из-за травмы шеи в начале 1988 года он ушел из WWF в WCW, где выиграл титул телевизионного чемпиона мира WCW и титул командного чемпиона мира WCW вместе с Полом Ромой (в команде под названием Pretty Wonderful).
Атрофия рук заставила его закончить карьеру в 2000 году. В 2005 году он был введён в Зал славы WWE, а в 2009 году — в Зал славы National Wrestling Alliance. После ухода из рестлинга он тренировал будущих рестлеров, а в 2011 году излечился от рака.

## Личная жизнь
Родители Орндорффа были немецкого происхождения. Он проживал в Фейетвилле, Джорджия. Был женат на своей школьной подруге Ронде Максвелл Орндорфф. Два сына — Пол Орндорфф III и Трэвис Орндорфф, а также восемь внуков. У Пола была сестра Патриция Орндорфф и два брата по имени Микки Рональд Кейн и Терри Орндорфф, с которыми он недолго выступал в качестве команды в начале 1980-х годов. Терри в дальнейшем имел небольшой успех в качестве командного рестлера с другими партнерами, такими как Дворовый пёс и Керри фон Эрих.
5 января 2011 года Орндорфф сообщил, что у него недавно диагностировали рак. 10 августа он объявил, что излечил рак.
В июле 2016 года Орндорфф был одним из истцов в деле, поданного против WWE, в котором утверждалось, что рестлеры получили «долгосрочные неврологические травмы» и что компания «регулярно не заботилась» о них и «мошеннически искажала и скрывала» характер и степень этих травм. Иск вел адвокат Константин Кирос, который возглавлял ряд других исков против WWE. В сентябре 2018 года окружной судья США Ванесса Линн Брайант отклонила дело, постановив, что некоторые из претензий были необоснованными, а некоторые были поданы после истечения срока давности. В сентябре 2020 года апелляция была отклонена федеральным апелляционным судом.
8 мая 2021 года сын Орндорффа Трэвис выложил видео, на котором он был запечатлен в медицинском учреждении, в состоянии деменции. Он считает, что деменция Орндорффа — результат хронической травматической энцефалопатии.

## Смерть
12 июля 2021 года Орндорф умер в возрасте 71 года в Атланте, Джорджия. Он скончался вскоре после того, как у него диагностировали деменцию.

## Титулы и достижения

### Американский футбол
- Университет Тампы
  - Футбольный Зал славы (1986)

### Рестлинг
- American Wrestling Federation
  - AWF Heavyweight Championship (1 раз)[9]
- Cauliflower Alley Club
  - Men’s Wrestling Award (2016)[10]
- George Tragos/Lou Thesz Professional Wrestling Hall of Fame
  - C 2017 года[11]
- Georgia Championship Wrestling
  - NWA National Heavyweight Championship (3 раза)[12]
- National Wrestling Alliance
  - Зал славы NWA (2009)[13]
- National Wrestling League
  - NWL Tag Team Championship (1 раз) — с Брайаном Блэром[14]
- NWA Mid-America
  - Mid-America World Six-Man Tag Team Championship (1 раз) — с Великолепным Джорджем-младшим и Томми Гилбертом[15]
  - NWA Southern Heavyweight Championship (Memphis) (1 раз)[16]
- NWA Tri-State / Mid-South Wrestling Association
  - Mid-South North American Heavyweight Championship (5 раза)[9]
  - Mid-South Tag Team Championship (1 раз) — с Тедом Дибиаси
- Peach State Wrestling
  - PSW Cordele City Heavyweight Championship (1 раз)[9]
  - С 2009 года[17]
- Pro Wrestling Illustrated
  - Вражда года (1986) пр. Халка Хогана[18]
  - Матч года (1985) с Родди Пайпером пр. Халка Хогана и Мистера Ти на «Рестлмании I»[18]
  - Самый ненавистный рестлер года (1986)[18]
  - № 38 в топ 500 рестлеров в рейтинге PWI 500 в 1993 году[19]
- Pro Wrestling This Week
  - Рестлер недели (23-29 августа 1987)[20]
- Southeastern Championship Wrestling
  - NWA Southeastern Tag Team Championship (2 раза) — с Диком Слейтером (1) и Норвеллом Остином (1)[9]
- Universal Wrestling Federation
  - UWF Southern States Championship (1 раз)[21]
- Mid-Atlantic Championship Wrestling/World Championship Wrestling
  - Телевизионный чемпион мира WCW (1 раз)[22]
  - Командное чемпионство мира NWA/WCW (3 раза) — с Джимми Снукой (1) и Полом Ромой (2)[23]
  - Slim Jim Challenge (1995)[24]
  - WCW World Television Championship Tournament (1993)
- World Wrestling Entertainment
  - Зал славы WWE (2005)
- Wrestling Observer Newsletter
  - Вражда года (1986) пр. Халка Хогана[25]